# Hypena depalpis
Hypena depalpis là một loài bướm đêm trong họ Erebidae.